# Bejcowanie (gastronomia)
Bejcowanie – proces przygotowywania mięs do dalszej obróbki kulinarnej.
Bejcowanie to przechowywanie mięsa w kwaśnej zalewie, najczęściej sporządzanej z kwasu (zwłaszcza octu lub kwasu mlekowego) oraz zestawu przypraw. Do bejcowania przeznacza się mięsa posiadające dużą ilość tkanki łącznej, najczęściej pochodzące od sztuk starych (wołowina, dziczyzna, rzadko baranina). Bejcowane mięso przeznaczane jest do pieczenia lub duszenia. Proces bejcowania powoduje szybkie dojrzewanie mięs, a jednocześnie hamuje rozwój drobnoustrojów. W kwaśnym środowisku bejcy kolagen z tkanki łącznej mocno pęcznieje, co pociąga za sobą szybsze zmiękczanie porcji podczas późniejszej obróbki cieplnej. Mięso uprzednio zabejcowane staje się kruche, pulchne, soczyste, a także nabiera charakterystycznego posmaku dziczyzny (często mięsa bejcowane określa się mianem mięs na dziko). Do bejcowania przeznacza się duże kawałki mięsa, najczęściej o wadze 2–2,5 kg. Oczyszcza się je ze ścięgien i powięzi. Następnie układa się porcje po jednej lub dwie w naczyniach kamiennych lub emaliowanych i zalewa zimną zalewą, do całkowitego zakrycia. Mięso leżakuje w tym stanie przez 2–3 dni w temperaturze około 7 °C.